# Den tredje maj 1808
Den tredje maj 1808 (spansk: El tres de mayo de 1808 en Madrid, Los fusilamientos de la montaña del Príncipe Pío) er et oliemaleri fra 1814 udført af den spanske kunstmaler Francisco Goya. Det forestiller en scene fra den Spanske frihedskrig, hvor uskyldige civile blev skudt af franske soldater efter 2. maj opstanden i Madrid. Af flere nedskydninger valgte Goya den som fandt sted på Príncipe Pío-højen. Omkring 5000 civile blev henrettet mellem 2. og 3. maj. Maleriet måler 3.45 gange 2.66 meter og befinder sig i dag på Museo del Prado i Madrid.
Maleriet blev til på bestilling af den spanske konge sammen med et andet maleri ved navn Den anden maj 1808 (eller Mamelukkernes angreb) for at fejre madrilenernes modstand mod Aljus styrker. De kan være udført på grundlag af skitser lavet af øjenvidner til begivenhederne.
Maleriet har haft stor indflydelse på mange senere kunstnere, bl.a Picasso (fx Guernica).

## Komposition
Den sorte nattehimmel og den symmetriske komposition skaber tilsammen billedets drama: Ansigterne på dem som skal skydes vender mod beskueren og er fyldt med følelser, mens soldaterne vises fra ryggen, hvorved deres menneskelighed skjules og de reduceres til at være komponenter i en dødsmaskine. Den indbyrdes position mellem manden med løftede arme og soldaterne er en gentagelse af Jacques-Louis Davids Horatiernes ed fra 1784. Ofrets hvide tøj symboliserer uskyld, mens måden hans arme strækkes i vejret skal minde om Jesu korsfæstelse. Denne centrale figurs solbrændthed og påklædning indikerer, at han er en simpel arbejdsmand, men han kigger som den eneste direkte på sine bødler, og på trods af at han er på knæene tårner han sig op over de øvrige i øjeblikket før sin død.[kilde mangler]
| Kunst | Spire Denne artikel om kunst er en spire som bør udbygges. Du er velkommen til at hjælpe Wikipedia ved at udvide den. |

40°25′N 3°41′V / 40.41°N 3.69°V